# 鈴木大弓
鈴木 大弓（すずき ひろゆみ、1981年 - ）は、陶芸家。

## 経歴
宮城県仙台市に生まれる。中央大学総合政策学部卒業。
大学在学中に作陶を始め、大韓民国の聞慶・慶州にて修行。2009年、信楽にて独立。2010年、ギャラリー陶園（甲賀市信楽町長野）および現代陶芸サロン桃青（大阪市）にて個展を開催。焼締めのほか、多彩な釉薬作品を手がける。2016年、伊賀に工房を移転。

## 関連文献
- 「鈴木大弓さんの世界」『陶遊』No.130、2011年4月